# Hetendorf

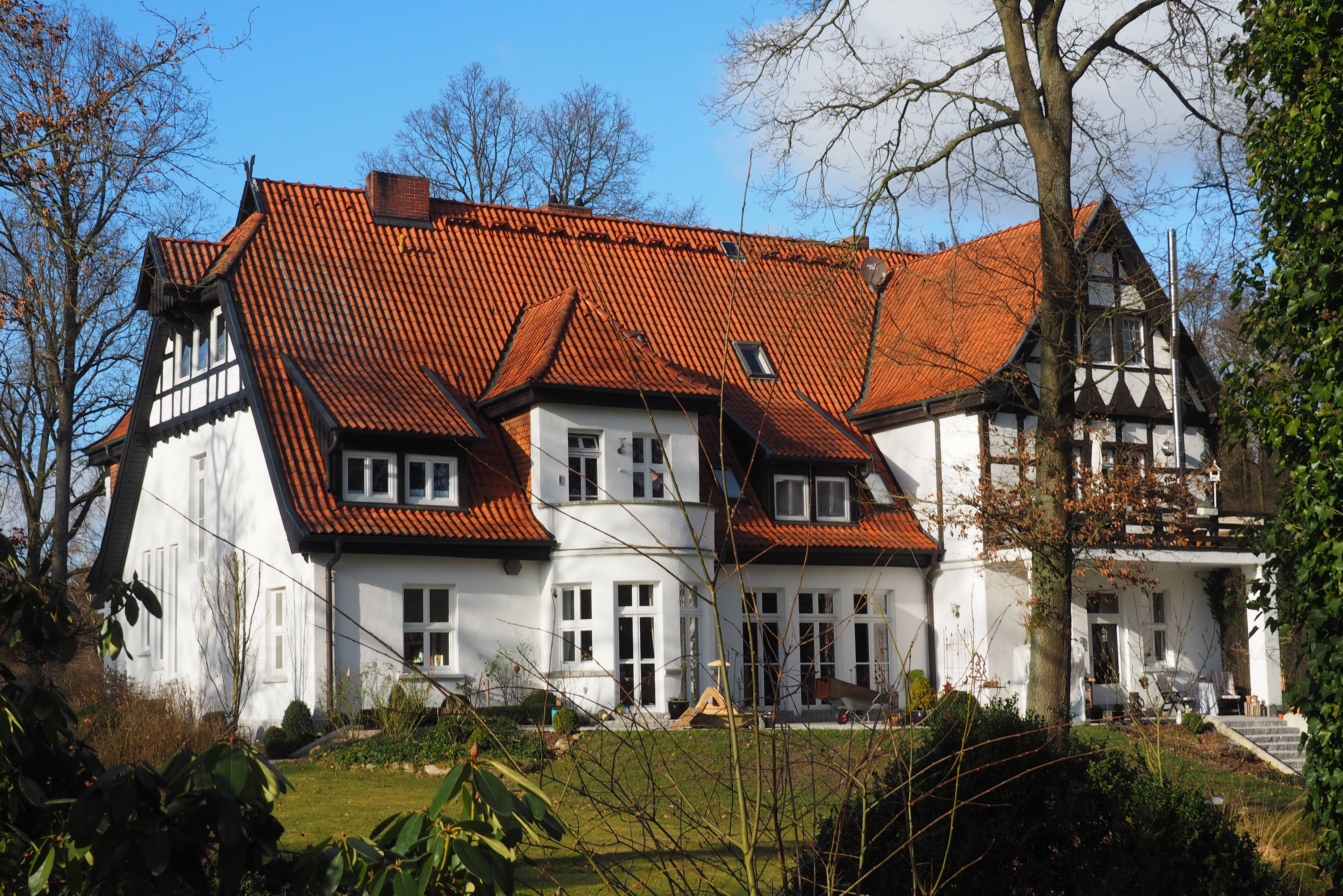
Villa von Bothmer in Hetendorf

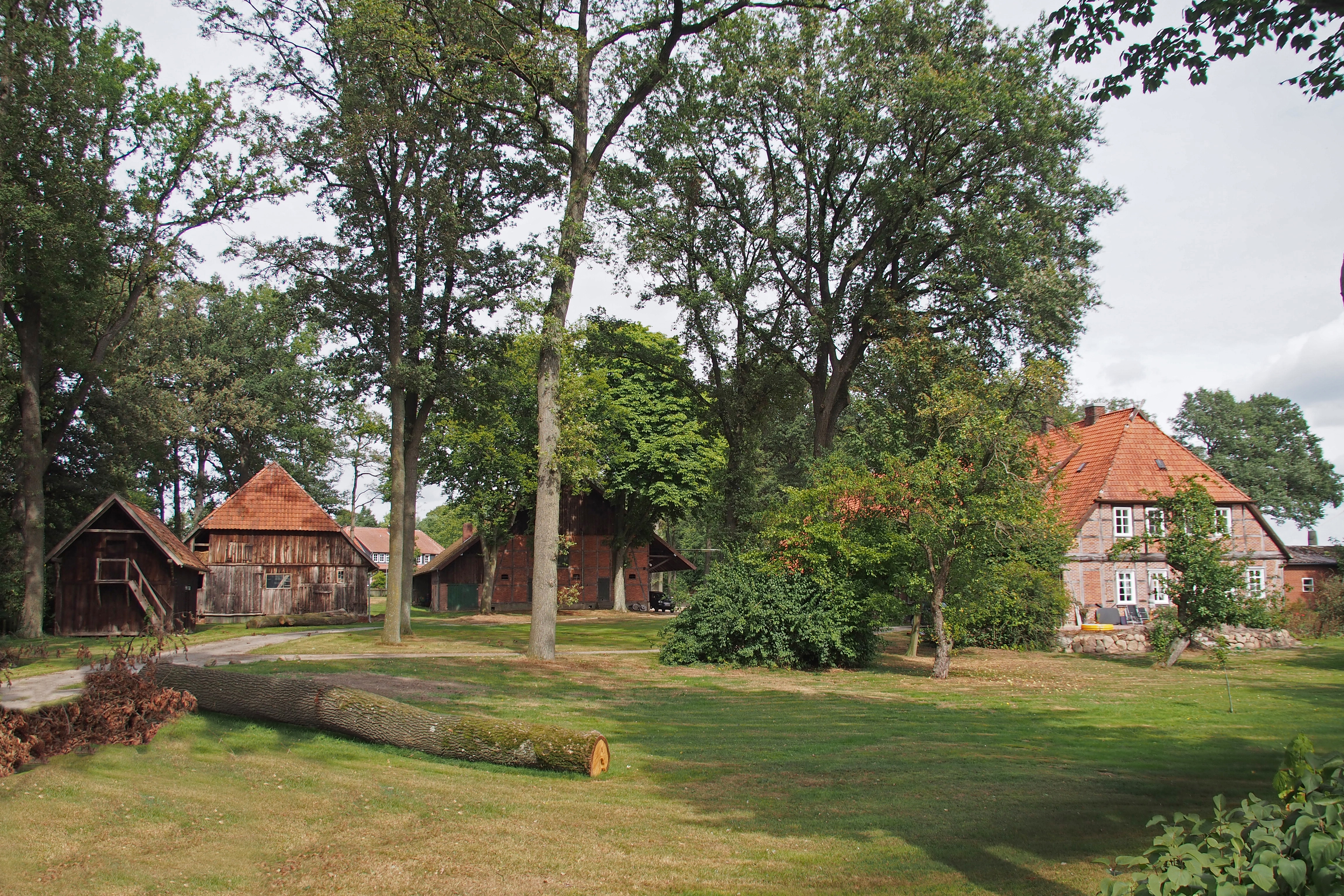
Bauernhof in Hetendorf

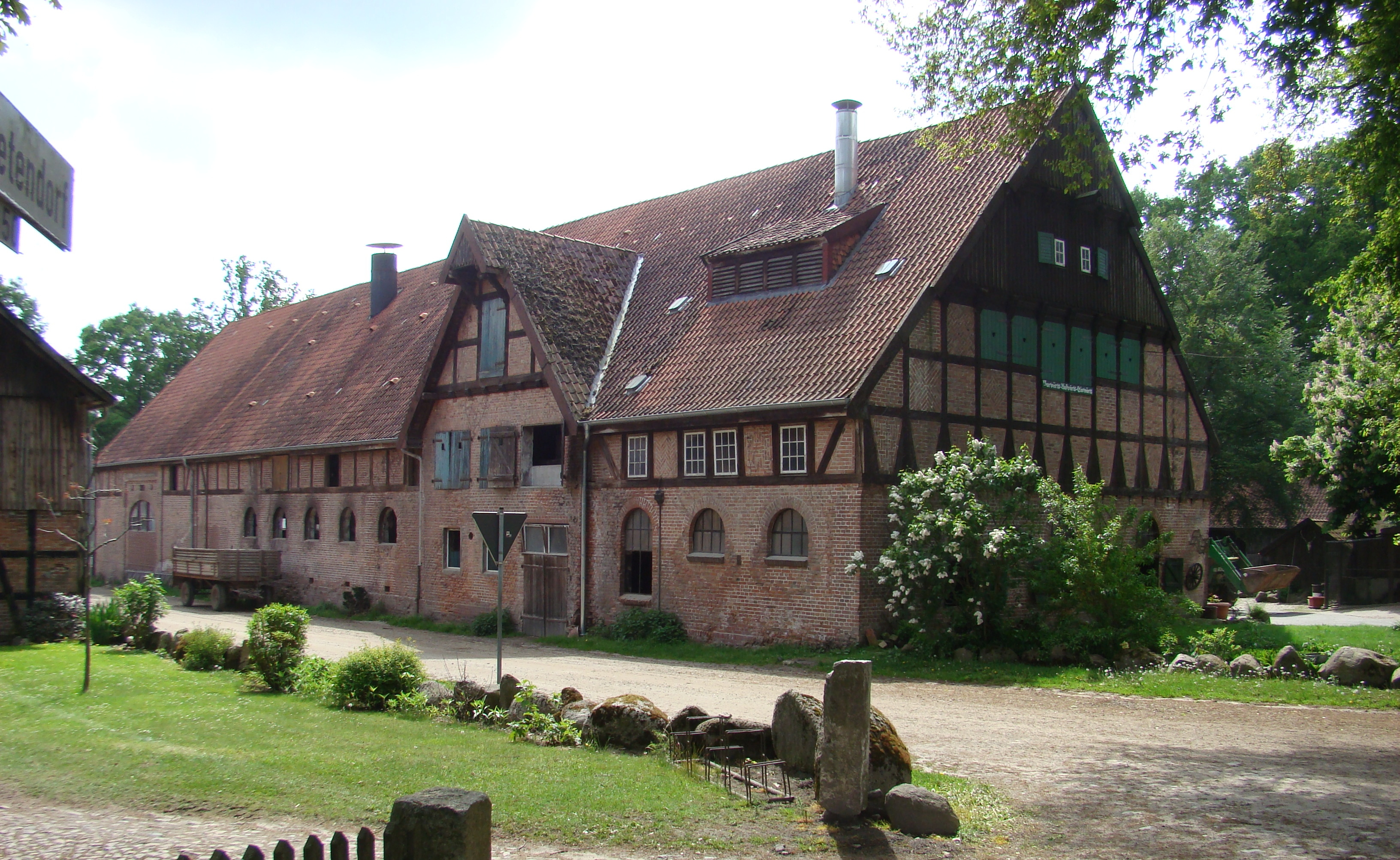
Viehstall von 1922 in Fachwerkbauweise

Hetendorf ist ein Ortsteil der zur Gemeinde Südheide gehörenden Ortschaft Bonstorf im Nordosten des Landes Niedersachsen. Hetendorf liegt etwa 5 km vom Kernort Hermannsburg entfernt.

## Ortsbild
In Hetendorf gibt es bis heute größere Bauernhöfe, die intensiv Landwirtschaft betreiben. Auf Initiative des Eigentümers wurde nahe Hetendorf ein Moor, in dem jahrelang Torf für Brennzwecke abgebaut wurde, wiedervernässt. In dem neu entstandenen Feuchtbiotop haben sich inzwischen viele zum Teil seltene Pflanzen und Vogelarten eingefunden.

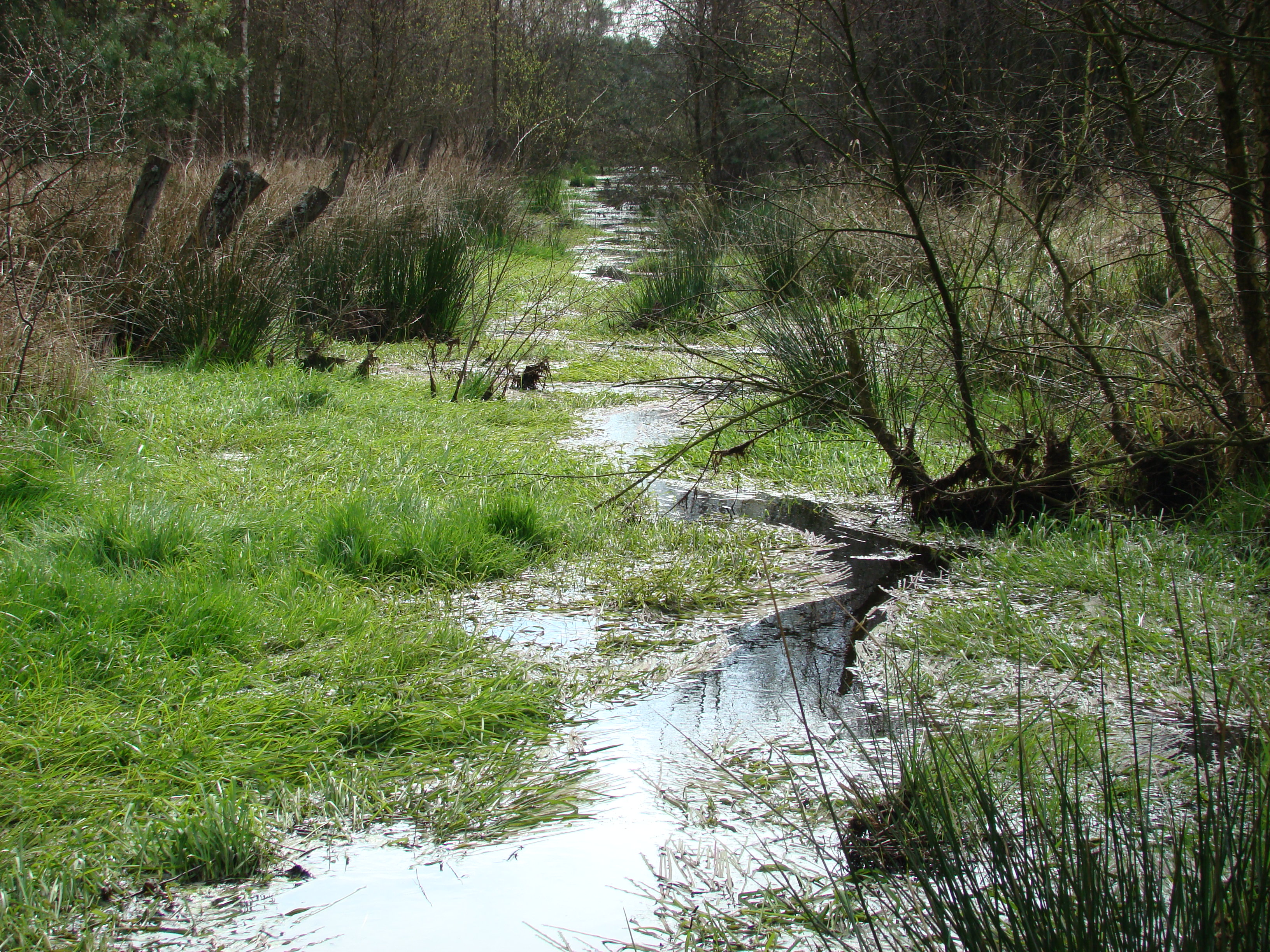
Rückgestauter Abzugsgraben im Hetendorfer Moor

## Geschichte
Frühe Nachrichten vom Ort, der in früheren Zeiten zur Amtsvogtei Hermannsburg gehörte, liegen bald 200 Jahre zurück. Vom 11. Januar 1833 datiert ein Vortrag an das Königliche Kabinettsministerium, betreffend eine Beschwerde des Landfuhrmanns Christian Alm zu Hetendorf wegen Kostenersatzes aus einer Weggelds-Contraventions-Sache.
Oberpostdirektor Julius Schiffmann in Hannover machte unterm 20. September 1867 im Amtsblatt für Hannover bekannt:
Die Landbriefträger berühren, täglich mit Ausnahme Sonntags, folgende Orte: Barnbostel, Baven, Beckedorf, Behrenhoff, Bonstorf, Creutzen, Gerdehaus, Grauen, Hetendorf, Haußelhof, Lutter, Lutterloh, Müden, Nedderohe, Oldendorf, Oberohe, Poitzen, Schmarbeck, Sültingen, Trauen, Velligsen, Weesen, Willighausen und Winterhof.
Mit Blick auf die übrige Gemeinde konnte der am 6. Mai 1945 auf dem Weg nach Beckedorf zu einer Haustaufe erschlagene Ortspastor Karl Hustedt in Hermannsburg 1934 feststellen: „Die Hetendorfer Kirchenglieder stehen fest zur Kirche.“

### Lobetal-Heim
1941 mussten die Lobetal-Anstalten ihre Einrichtungen in Lübtheen im Landkreis Ludwigslust-Parchim in Mecklenburg-Vorpommern verlassen, da die Gebäude im Zweiten Weltkrieg „aus wehrtechnischen Gründen“ als Marinedepot gebraucht und requiriert wurden. Ein Teil der Schwesternschaft gründete in Hetendorf ein neues Heim. Damit wurde gleichzeitig der Grundstein für die später unter der Leitung des Pastors Hermann Reske errichtete Diakonieeinrichtung „Lobetalarbeit Celle e. V.“ gelegt. Als das Hetendorfer Heim 1968 aufgegeben wurde, verlegten die Lobetaleinrichtungen ihren Hauptsitz nach Celle.
Das Grundstück des ehemaligen Lobetal-Heimes wurde 1979 aus Bundesbesitz an den „Freundeskreis Filmkunst“ verkauft. Später ging es in das Eigentum des Hamburger Vereins „Heideheim“ mit seinem Vorsitzenden, dem rechtsradikalen Anwalt Jürgen Rieger über. Zahlreiche Neonazi-Vereine nutzten seitdem Gebäude und Gelände für ihre Veranstaltungen. Bis zu achtmal im Jahr marschierten die Rechtsradikalen mit Fackeln durch den Ort.
1991 gab es erstmals die so genannte „Hetendorfer Tagungswoche“, deren Abschluss immer die „Sonnwendfeier“ war.

### Proteste
1990 wurde in Hetendorf ein weiteres großes Gutshaus mit 800 m² Grundstück versteigert. Der Anwalt Jürgen Rieger gab das höchste Gebot ab. Die versteigernde Bank verweigerte aber den Zuschlag, als sie von den Hintergründen erfuhr. Die Hetendorfer und Hermannsburger Bevölkerung übte durch Unterschriftenlisten, Leserbriefe und Appelle an den Niedersächsischen Landtag so starken Druck aus, dass ein Verkauf an Rieger oder dessen rechtsradikale Organisationen und damit eine weitere Ausbreitung dieser in Hetendorf verhindert werden konnte.
Nachdem die Proteste 1995 stark zunahmen und es auch zu gewalttätigen Auseinandersetzungen zwischen den Heideheim-Besuchern und Gegendemonstranten gekommen war, entschloss sich der damalige Innenminister Gerhard Glogowski im Februar 1998 zu einem Verbot, mit der Begründung, die „Heideheimvereine“ bekämpften die verfassungsmäßige Ordnung der Bundesrepublik. Das Bundesverwaltungsgericht Berlin bestätigte dieses Verbot in einem späteren Verfahren.

### Verwaltungsgeschichte
Hetendorf gehörte bis 1972 zur ehemaligen Gemeinde Bonstorf. 1973 wurde Hetendorf im Zuge der niedersächsischen Gebiets- und Verwaltungsreform Teil der Einheitsgemeinde Hermannsburg. Mit dem Zusammenschluss der Gemeinde Hermannsburg mit der Nachbargemeinde Unterlüß am 1. Januar 2015 kam Hetendorf zur Gemeinde Südheide.

## Wirtschaft
Von 1970 bis 1994 wurde in Hetendorf Kieselgur abgebaut. Der Abbau musste wegen hoher Umweltauflagen bei der Entsorgung des Sickerwassers als unrentabel eingestellt werden. Das abgepumpte Wasser hatte einen pH-Wert von 3,8 bis 4,8 und musste durch Beimischung von Soda und Kalk auf einen pH-Wert von 8,5 gebracht werden, bevor es in den kleinen Bach Brunau, der in die Örtze mündet, eingeleitet werden durfte.
Zwischen den Ortsteilen Bonstorf und Hetendorf und etwas weiter südlich, bei Beckedorf, ist ein Windpark mit 24 Windkraftanlagen errichtet worden. Die ersten 15, 2003 in Betrieb genommenen Windräder vom Typ NEG Micon NM 82 1500 haben eine Höhe von 150 m. Die Nabenhöhe beträgt 108 m, der Rotordurchmesser 82 m. Die Nennleistung beträgt jeweils 1,5 Megawatt. Die später (2006) errichteten neun Windräder, vom Typ Vestas V90 2MW, haben ebenfalls eine Gesamthöhe von 150 m, die Nabenhöhe beträgt 105 m und der Rotordurchmesser 90 m.  Sie haben eine Nennleistung von je 2 Megawatt. Am 8. Oktober 2019 brach ein Flügel eines der 2003 in Betrieb genommenen Windräder ab und stürzte zu Boden, verletzt wurde jedoch niemand.